# Phát triển
Phát triển là quá trình vận động tiến lên từ thấp đến cao, từ chưa tốt đến hoàn hảo về mọi mặt. Quá trình vận động đó diễn ra vừa dần dần, vừa nhảy vọt để đưa tới sự ra đời của cái mới thay thế cái cũ. Sự phát triển là kết quả của quá trình thay đổi dần về lượng dẫn đến sự thay đổi về chất, quá trình diễn ra theo đường xoắn ốc và hết mỗi chu kỳ sự vật lặp lại dường như sự vật ban đầu nhưng ở mức (cấp độ) cao hơn.